# Atlant Mytišči
Atlant (Moskevská oblast) (rus.:Московская область), byl ruský profesionální hokejový klub, který do sezóny 2014/15 hrál Kontinentální hokejovou ligu. Vznikl v roce 1953 ve Voskresensku jako Chimik Voskresensk, v roce 2015 zanikl kvůli finančním problémům. Ve Voskresensku nyní hraje novodobý Chimik Voskresensk založený v roce 2005.

## Historické názvy
- Chimik Voskresensk (1953 - 1955)
- Chimik Moskva (1955 - 1957)
- Chimik Voskresensk (1957 - 1998)
- Chimik Moskevská oblast (1998 - 2008)
- HC Atlant Moskevská oblast (2008 - 2015)

## Přehled účasti v KHL
| Rusko                       |        |                                                             |                    |
| Sezóny                      | Soutěž | Play off                                                    | Kapitán            |
| 2008/2009                   | KHL    | Čtvrtfinále (prohra 1:3 na zápasy s Metallurg Magnitogorsk) | bez kapitána       |
| 2009/2010                   | KHL    | Osmifinále (prohra 1:3 na zápasy s Lokomotiv Jaroslavl)     | Sergej Mozjakin    |
| 2010/2011                   | KHL    | Finále (prohra 1:4 na zápasy s Salavat Julajev Ufa)         | Sergej Mozjakin    |
| 2011/2012                   | KHL    | Čtvrtfinále (prohra 2:4 na zápasy s SKA Petrohrad)          | bez kapitána       |
| 2012/2013                   | KHL    | Osmifinále (prohra 1:4 na zápasy s SKA Petrohrad)           | Maxim Semjonov     |
| 2013/2014                   | KHL    | Ne                                                          | Alexej Petrov      |
| 2014/2015                   | KHL    | Ne                                                          | Michail Tyulyapkin |
| Zdroj na Eliteprospects.com |        |                                                             |                    |

## Češi a Slováci v týmu
| Ročník    | Hráči a trenéři z ČR                                                                             | Hráči SR                            | Linky |
| --------- | ------------------------------------------------------------------------------------------------ | ----------------------------------- | ----- |
| 2008/2009 | Jan Bulis                                                                                        | nikdo                               |       |
| 2009/2010 | Jan Bulis, Jiří Novotný                                                                          | Ján Lašák                           |       |
| 2010/2011 | Jan Bulis, Zbyněk Irgl, Jan Marek                                                                | Jaroslav Obšut, Milan Bartovič      |       |
| 2011/2012 | nikdo                                                                                            | Richard Stehlík, Branko Radivojevič |       |
| 2012/2013 | nikdo                                                                                            | nikdo                               |       |
| 2013/2014 | nikdo                                                                                            | nikdo                               |       |
| 2014/2015 | Ondřej Němec přestup 15.12.2014 do HC CSKA Moskva Petr Vrána přestup 16.12.2014 do Ak Bars Kazaň | nikdo                               |       |